# Generaal G.J.A.A. Baron van Heemstra-prijs
De Generaal G.J.A.A. Baron van Heemstra-prijs was een paardenkoers die georganiseerd werd door Stichting Nederlandse Draf- en Rensport in landgoed Duindigt in het Nederlandse Wassenaar. 
De eerste - naar de generaal vernoemde - editie vond plaats op 8 augustus 1944. In 2008 werd de organisatie van de prijs gestaakt. In 2018 werd de race nieuw leven in geblazen.